# 鈴木歌子
鈴木歌子（1880年1月30日—？），日本戰前影星，生於東京神田的藝者町，因此有一說是她為藝妓出身。1908年，加入了川上貞奴與川上音二郎的劇團，開始舞台劇的生涯。1920年，松竹映畫成立蒲田攝影所時，她加入松竹，正式開始銀幕生涯。由於日本當時還在電影事業創立初期，年紀較大的影星並不多，因此她便成為「老母親代言人」一般，在非常大量的電影裡扮演年長母親的角色。後來她由松竹跳槽到日活等公司，卻仍然還是選擇回到松竹參與演出。在拍完小津安二郎的《淑女忘記了什麼》之後，正式息影。她的丈夫是同為演員的水島亮太郎。